# Cabery
Cabery é uma vila localizada no estado americano de Illinois, no Condado de Ford e Condado de Kankakee.

## Demografia
Segundo o censo americano de 2000, a sua população era de 263 habitantes. 
Em 2006, foi estimada uma população de 263, um aumento de 0 (0.0%).

## Geografia
De acordo com o United States Census Bureau tem uma área de 
0,9 km², dos quais 0,9 km² cobertos por terra e 0,0 km² cobertos por água. Cabery localiza-se a aproximadamente 214 m acima do nível do mar.

## Localidades na vizinhança
O diagrama seguinte representa as localidades num raio de 16 km ao redor de Cabery. 